# Beto Vazquez Infinity
Beto Vazquez Infinity es una banda argentina de power metal y metal progresivo fundada en 2000.

## Biografía
La banda fue fundada por Beto Vazquez, bajista y multiinstrumentista argentino. Tocaron con Nightwish, Tierra Santa, Angra, Labyrinth, Vision Divine, Yes, Sirenia, Stratovarius, Helloween, Hammerfall,  Beast in Black y Apocalyptica 
Desde hace tiempo, el bajista y compositor argentino Beto Vazquez (líder y fundador de la banda de thrash metal Nepal), continuaba ampliando sus horizontes musicales con nuevas ideas y proyectos. Esta nueva etapa creativa emplea composiciones muy variadas en lo que a estilos se refiere, saliendo de los parámetros de composición que entregara en los últimos años junto a su exbanda.
A finales de 2001 lanzaron su primer álbum de estudio titulado Beto Vazquez Infinity a través de la compañía discográfica Nems Enterprises. En este material trabajaron Fabio Lione (Rhapsody, Vision Divine, Athena), Candice Night (Blackmore's Night), Tarja Turunen (ex-Nightwish), Sabine Edelsbacher (Edenbridge) y Jörg Michael (Stratovarius). Todos los temas fueron creados por Beto Vazquez y ejecutados por la banda. En este mismo año participaron del álbum homenaje La leyenda continúa, un tributo a la banda argentina Rata Blanca. Para mediados del mes de abril de 2002 participaron en el Festival Viña Rock en España, donde compartieron escenario con otros grupos de gran trayectoria como Barón Rojo, Shaman, Ángeles del Infierno, Dark Moor entre otros. Desde entonces, la banda se dio a conocer en el plano internacional.
Entre 2003 y 2004 compone otro álbum de estudio, Space Without Limits, donde participaron artistas, entre ellos, Liv Kristine (Leaves Eyes), Floor Jansen (After Forever), Elisa.C.Martin (Dreamaker), Arjen Lucassen (Ayreon), J.P.Leppaluoto (Charon), Walter Giardino (Rata Blanca) entre otros. En noviembre del 2006 edita su segundo álbum, Flying Towards the new Horizon a través del sello BVM Records, con la participación de Antti Railio (Celesty) Finland, Aldo Lonobile (Secret Sphere) Italy, Sonia Pineault (Forgotten Tales), Quinn Weng (Seraphim), Nahor Andrade (Dynasty), entre otros.
En noviembre de 2008 lanzaron al mercado su tercera producción discográfica titulada Darkmind, compuesta por 12 canciones incluida «The Tunnel of the Souls» (en español: «El Túnel de las Almas»), cuya versión aparece en español. Dos meses después del lanzamiento de Darkmind, Beto Vazquez ya estaba componiendo lo que sería un nuevo álbum de estudio, Existence, esta vez con dos CD y en formatos diferentes; uno de ellos en edición limitada para Argentina donde se distribuyeron única y exclusivamente 1000 copias. La primera canción de esta producción musical fue «Existence» y cuyo video contiene material exclusivo de un concierto realizado por la banda el 28 de octubre de 2001, en la ciudad de Buenos Aires, Argentina. Además participaron 20 artistas en el proyecto, entre ellos, Timo Tolkki de Stratovarius, Dominique Leurquin de Rhapsody of Fire y Alfred Romero de Dark Moor.

## Miembros

### Actuales
- Melani Hess - Voz líder / Coros
- Daiana Benítez - Teclados / Coros / Voz
- Leonardo Lukaszewicz - Guitarra líder, acústica y rítmica
- Beto Vazquez - Bajo / Teclados / Guitarra rítmica y acústica /Programación
- Guille Carpintero - Batería

## Discografía

### Álbumes
- Beto Vazquez Infinity (2001)
- Flying Towards the New Horizon (2006)
- Darkmind (2008)
- Existence (2010)
- Beyond Space Without Limits (2012)
- Humanity - Álbum (2018)
- Mental Asylum (2021)

### EP
- Battle of Valmourt (2001)
- Wizard (2001)

### DVD
- Live in Buenos Aires (2014)
- 15 Years Alive (2016)

### Tributos
- La leyenda continúa (2001)
- The Keepers of Jericho - Part II (2002)
- Tribute to Megadeth (2005)
- Tribute to Judas Priest (2005)
- Tribute to Black Sabbath (2004)

### Versiones
- "Holy Wars The Punishment Due", de Megadeth.
- "Hollow Years", de Dream Theater.
- "Here I Go Again", de Whitesnake.
- "Hole in the Sky", de Black Sabbath.
- "Flight of Icarus", de Iron Maiden.
- "Living Loving Maid (She's Just a Woman)", de Led Zeppelin.
- "Breathe", de Pink Floyd.
- "Rainbow in the Dark", de Dio.
- "A Tout Le Monde", de Megadeth.
- "Freewheel Burning", de Judas Priest.
- "Die Young", de Black Sabbath.
- "A Tale That Wasn't Right", de Helloween.
- "Guerrero del arco iris", de Rata Blanca.
- "Black Diamond", de Stratovarius.
- "Emerald Sword", de Rhapsody Of Fire.
- "High Hopes", de Pink Floyd.
- "Land of Immortals", de Rhapsody Of Fire.
- "I'm Alive", de Helloween
- "Comfortably Numb" de Pink Floyd
- "Carry On" de Angra